# Stentjärnen (Mora socken, Dalarna, 680965-142267)
Stentjärnen är en sjö i Mora kommun i Dalarna och ingår i Dalälvens huvudavrinningsområde.